# La mano destra del giudizio
La mano destra del giudizio è un racconto breve scritto da R. E. Howard appartenente al ciclo di Solomon Kane e pubblicato dopo la morte dell'autore.

## Storia editoriale
Rifiutato dalla rivista Weird Tales e ritrovato successivamente tra le carte di Howard, il racconto è stato pubblicato per la prima volta all'interno della raccolta Red Shadows edita dalla Donald M. Grant, Publisher, Inc., nel 1968. 
È stato pubblicato per la prima volta in Italia nel settembre 1979, con il titolo "La mano destra del demonio", all'interno del secondo volume della collana Il Libro d'Oro della Fantascienza edita dalla casa editrice Fanucci Editore, traduzione ad opera di Roberta Rambelli. Un ulteriore traduzione del titolo è "La mano destra della vendetta". 
Contrariamente ad altri racconti dedicati allo spadaccino puritano, questo non ha mai subito cambiamenti al testo originale in nessuna delle edizioni in cui è stata pubblicata.

## Trama
Mentre soggiorna presso una locanda sulla via per Torkertown, Solomon Kane ascolta il racconto di un uomo, John Redly, che ha ottenuto una ricompensa in denaro per aver indicato alle guardie il nascondiglio di uno stregone ricercato, Roger Simeon, il quale lo considerava suo amico e ha giurato di vendicarsi di lui. Venendo tirato in causa, Solomon non ha che dure parole di rimprovero per Redly in quanto ha tradito un legame di amicizia seppur stretto con un uomo come Simeon. Non ricevendo risposta Solomon si ritira per la notte e Redly fa lo stesso, dopo un brindisi voluto dall'oste della locanda in cui augurava all'anima di Simeon la pietà di Dio e di non riuscire nella sua vendetta.
Alle prime luci dell'alba, il puritano si sveglia sentendo degli strani rumori provenire dall'esterno, lungo le pareti della locanda. Aperte le finestre non trova nulla di strano tranne che le imposte del suo vicino di stanza sono spalancate. Presagendo un pericolo Kane si introduce, stocco in pugno, nella camera e trova John Redly addormentato nel suo letto, incolume, ma sul davanzale della finestra aperta nota anche una strana creatura, qualcosa molto simile ad un enorme ragno peloso.
Solomon Kane lo osserva stupefatto e quasi affascinato mentre l'essere si avvicina al letto e si arrampica fino sopra alla testiera. Il puritano si fa avanti gridando, Redly riprende conoscenza, vede la creatura e grida terrorizzato mentre quest'ultima si lascia cadere su di lui. Il puritano non fa in tempo ad intervenire che le zampe si stringono sul collo dell'uomo fino a spezzarlo. Divenuta inerme, Kane infilza la creatura con la punta dello stocco e la osserva meglio accorgendosi che si tratta di una irsuta mano destra, con un anello d'argento a foggia di serpente attorcigliato al dito indice. Sotto consiglio del locandiere, accorso a causa delle urla, la mano viene infine arsa nel camino. 
Giunto nei pressi di Torkertown, Solomon viene aggiornato da ragazzo loquace incontrato lungo la via riguardo agli eventi accaduti nelle ore passate in città. All'alba è stato impiccato lo stregone Roger Simeon, presentatosi sul patibolo privo della mano destra essendo stata recisa come suo ultimo desiderio da una guardia della prigione e gettata in strada attraverso le sbarre della finestra. Fino al momento in cui il cappio non gli è stato messo al collo non aveva mostrato alcuna reazione poi ha iniziato ad agitarsi come soggetto ad un grande sforzo scoppiando infine a ridere in modo spaventoso e smettendo solo con la morte.
Il puritano gli chiede la mano sia stata ritrovata e il ragazzo gli risponde di no, probabilmente è stata raccolta da un lupo affamato poiché è stata trovata una scia di sangue che portava verso la foresta. Solomon gli domanda infine se lo stregone avesse mani grandi, irsute e se portasse un anello alla mano destra. Il ragazzo glielo conferma, specificando che l'anello era d'argento e a forma di serpente attorcigliato.

## Critica
Andrea Gualchierotti afferma che in questa breve storia in cui Solomon Kane è solo mero spettatore la fonte di orrore non è nella magia dello stregone Simeon, seppure descritta in modo potente e sia il centro fantastico del racconto, bensì l'ineluttabilità della vendetta contro l'infamia compiuta da John Redly, ovvero tradire un amico, che crea una atmosfera di "veterotestamentaria cupezza" che, Gualchierotti sostiene, "davvero deve aver aleggiato sui solitari paesi della Vecchia Inghilterra in quei tempi lontani". Il saggista elogia le capacità di Howard di descrivere personaggi, ambientazione e svolgimento in poche frasi, compiendo con destrezza "i presupposti ideali della narrativa pulp", e la versatilità di Solomon Kane nel riuscire a ricoprire anche il ruolo di "protagonista passivo" elemento non condiviso da altri personaggio howardiani come Conan e Kull.

## Fumetti
Il racconto breve ha avuto un solo adattamento a fumetti realizzato dalla Marvel Comics nel 1976 all'interno del magazine antologico Savage Sword of Conan.
| Data        | Edizione inglese                         | TItolo                 | Titolo italiano            | Sceneggiatura | Disegni   | Colori        | Copertina      | Prima edizione italiana                   | Data italiana |
| ----------- | ---------------------------------------- | ---------------------- | -------------------------- | ------------- | --------- | ------------- | -------------- | ----------------------------------------- | ------------- |
| Agosto 1976 | Savage Sword of Conan 13 (Marvel Comics) | The Right Hand of Doom | La mano destra del demonio | Doug Moench   | Steve Gan | Bianco e nero | Richard Hescox | La Saga di Solomon Kane 1 (Panini Comics) | Ottobre 2017  |

## Edizioni
- The Right Hand of Doom, in Red Shadows, Donald M. Grant, Publishing, inc., 1968.
- La mano destra del demonio, traduzione di Roberta Rambelli, ne Il Libro d'Oro della Fantascienza 2, Fanucci Editore, settembre 1979.